# Cerneux
Cerneux ist eine französische Gemeinde mit 277 Einwohnern (Stand: 1. Januar 2022) im Département Seine-et-Marne in der Region Île-de-France. Sie gehört zum Arrondissement Provins und zum Kanton Provins (bis 2015: Kanton Villiers-Saint-Georges).
Die Einwohner werden Cernois genannt.

## Geographie
Cerneux liegt etwa 60 Kilometer ostsüdöstlich von Paris. Der Aubetin begrenzt die Gemeinde im Südwesten.
Durch die Gemeinde führt die Route nationale 4.

### Nachbargemeinden
Umgeben ist Cerneux von den Gemeinden Saint-Mars-Vieux-Maisons und Lescherolles im Norden, Sancy-lès-Provins im Osten, Augers-en-Brie im Süden sowie Courtacon im Westen.

## Bevölkerungsentwicklung
| Jahr                      | 1962 | 1968 | 1975 | 1982 | 1990 | 1999 | 2006 | 2013 |
| Einwohner                 | 309  | 275  | 223  | 191  | 243  | 278  | 286  | 317  |
| Quelle: Cassini und INSEE |      |      |      |      |      |      |      |      |

## Sehenswürdigkeiten
- Kirche Saint-Brice (Monument historique)
- Schloss Montglat (Monument historique)

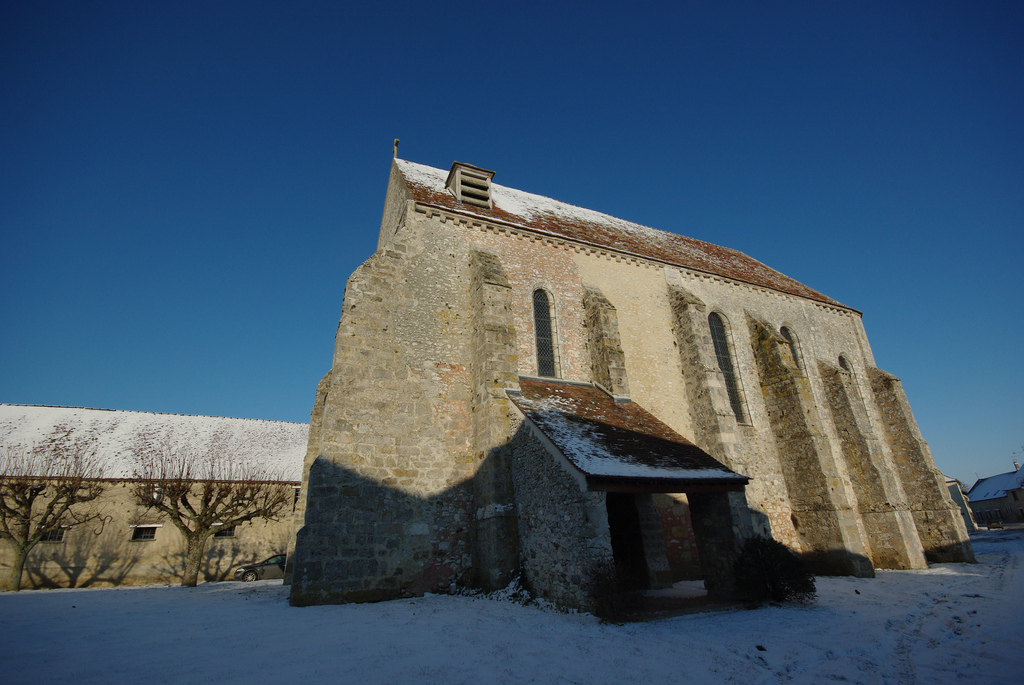
Kirche Saint-Brice
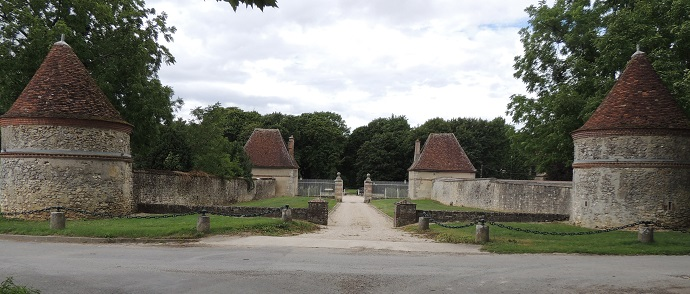
Schloss Monglas